# 差別
差別（さべつ、英:discrimination）とは、特定の集団に所属する個人や、性別など特定の属性を有する個人・集団に対して、その所属や属性を理由にして不当に異なる扱いをする行為である。国際連合は、「差別には複数の形態が存在するが、その全ては何らかの除外行為や拒否行為である」としている。
例えば性差別や人種差別などがある。正当な理由（合理性）無き区別、不当な差別は違憲や違法である。

## 研究
20世紀以来、差別に関する研究は社会学や心理学の分野で行われている。社会学で行われた差別の研究には、コックスのマルクス主義的社会構造論や、パークやJ.H.ヴァン・デン・ベルクが行った人種差別を優位集団と劣位集団の競争・葛藤関係として分析した研究がある。心理学では差別は偏見の表現行動とされ、偏見が発生する仕組みを解明することで差別を説明する。偏見説の例としてオールポートの研究がある。これらの古典的な差別に関する研究は、差別の一側面を他の分野の理論を応用する形で行われており、差別そのものを包括的に分析したものではなく、説明しきれない現象や予測と異なる現象も多い。
マートンの準拠集団モデルでは、差別は集団間の敵対関係ではなく、同一集団内の特殊なカテゴリー化に内在する問題であるという。また、ミュルダールの『アメリカのジレンマ』仮説と、仮説に対する追研究によって、差別は規範のずれとその対応の問題であること、被差別者は差別を行う人々との一定の関係性によってのみ同定可能であることが示唆されている。

### 「差別」の証明の難しさ
特定の事柄について差別の存在を証明するのは簡単ではない。なぜなら、その事柄が正当か不当かについての判断は、それを告発する者の伝達能力・表現力と、告発を受け取る者の感性によるところが大きいからである。差別は普遍的な実体として存在するものの、その定義付けは困難であり、定義不能とする研究者も少なくない。また、微妙な差別は明白な差別よりもはるかに有害であるとする研究もある。
性差別や年齢差別、障害者差別において、合理性などの正当な理由無く不当である場合は、違憲や違法である。

## 差別の種類
差別は大きく「偏頗的・統計的差別」と「制度的差別」の2つに分類できる。 現代の文脈では、差別行為に関する主な問題は、偏頗的かつ統計的な差別を中心に展開している。 日常的な偏頗的差別の些細な事例であっても、重大な結果をもたらす可能性があるとされる。

### 偏頗的・統計的差別
個人の好みや偏見によって引き起こされる差別行為を指す。これには、人種、性別、年齢、宗教、外見などの要因に基づいて個人を異なるように扱うことが含まれる。一見軽微な偏頗的差別の事例であっても、個人の幸福や帰属意識に重大な影響を与える可能性がある。研究によると、偏頗的差別は、標的となった人々のストレスの増加、精神的健康問題、自尊心の低下につながる可能性がある。専門家らは、共生社会を育むためには、偏頗的差別に対処し、根絶することが重要だと主張している。
統計的差別は、特定のグループに関連付けられた一般化または固定観念に依存する別の形式の差別である。これは、個人が統計的傾向やグループの特性に基づいて意思決定をしたり、他の人に異なる扱いをしたりするときに発生する。この種の差別は、雇用、教育、住宅、刑事司法などのさまざまな状況で現れる可能性がある。批評家は、統計的差別が偏見を永続させ、疎外されたグループの機会を制限することで不平等を永続させると主張している。組織と政策立案者には、統計的差別を最小限に抑え、すべての個人に対する公平な扱いを促進する措置を講じる責任がある。

#### 人種・民族・宗教・文化に関する差別
- 人種差別・民族差別
  - 人種差別や民族差別は古くから存在する。古代ギリシア人のバルバロイや中華思想などに見られるように、しばしば自民族中心主義の裏となって表れる。19世紀の西欧諸国では植民地交易を正当化するために人種差別が科学と結びつけられ、社会進化論や優生学を援用した疑似科学に根拠を置くイデオロギーとなった。このような人種主義や植民地主義に基づき先住民族の迫害や、アフリカの黒人を対象とした奴隷貿易・奴隷制が実施された。近代以降は戦争や民族主義の台頭、独立運動への抑圧などによって様々な迫害や差別が表面化した。1930年代のドイツに登場したナチスはユダヤ人、ロマなどの差別・迫害を正当化する極端な人種差別政策を実施した（ナチズム、ホロコースト）。アメリカ合衆国や南アフリカに見られた有色人種への差別政策は徐々に解消されていったが、近年は民族紛争、テロ、難民・移民の増加を背景とした特定の民族・宗教への排斥を正当化しようとする極右思想や排外主義が見られる。
  - 先住民族
    - アボリジニ
    - インディアン
    - インディオ
    - エスキモー
    - ベルベル人
    - アイヌ民族

  - 少数民族
    - ユダヤ人
    - ロマ
    - クルド人
    - アッシリア人
    - ウイグル人
    - チベット人[15]
    - ロヒンギャ民族

  - 宗教
    - 反ユダヤ主義
    - 反イスラム主義
- 文化差別
  - 哺乳類肉を食べる文化に対するもの
    - 鯨肉を食べる文化に対するもの
    - 犬食文化に対するもの
    - ウサギ肉を食べる文化に対するもの
    - カンガルー肉を食べる文化に対するもの

  - 昆虫食文化に対するもの
  - 爬虫類や両生類などを食べる文化に対するもの
  - 地域的習俗[16]、祭礼に対するもの
  - 趣味に熱中する人
  - 黒人差別
  - アジア人差別

#### 言語・地域に関する差別
- 言語差別
- 差別用語・差別表現（ヘイトスピーチ）
- 地域的差別・地方差別
  - 韓国における全羅道差別、済州島差別（済州島四・三事件、保導連盟事件参照）
  - 原子力災害・疫病発生地域出身者への差別[注釈 1]
  - 同和地区出身者差別
- 国籍差別

#### 性に関する差別

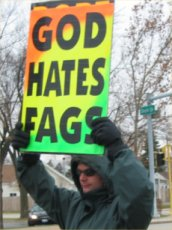
男性同性愛者差別男性

- 性差別
  - 女性差別、男尊女卑
  - 男性差別、女尊男卑
- LGBTなどの性的少数者への差別
  - 性的指向による差別男性同性愛者差別男性
    - 男性同性愛者差別
    - 女性同性愛者差別

  - 性同一性への差別

#### 能力に関する差別
- 障害者差別

ほか、低所得層への差別や学歴差別・学力差別、老人差別、病人差別なども能力による差別と重なる面がある。

#### 病人に関する差別
- ハンセン病
- HIV（エイズ）
- 公害病
- コロナウイルス

#### 階級と職業に関する差別
- 階級差別
  - プロレタリアート、フリーター、ニート、路上生活者、収入による差別、勝ち組・負け組
  - 制限選挙
- 学歴差別（就職などの面で不利になる場合がある。）
- 職業差別
  - 土工
  - 百姓
  - 徴税人
  - と畜
  - 性風俗産業に対する差別

#### その他
- 村落差別（村八分）
- 年齢差別（雇用や選挙権など各種法律における差別（制限）。ただし、これらの規定は合憲と見なされている[2][17]。
- 他には俗流若者論など）
- 思想差別（特別高等警察、思想警察、赤狩りなど
- 血液型差別 血液型性格分類を参照
- 容姿差別（ルッキズム）
- 被爆者に対する差別（被爆者差別）
- 種差別（ヒト以外の生物に対する差別）

### 制度的差別

#### 身分に関する差別
前近代社会においては身分制を敷いた社会がある。近代化の過程で社会契約論などによって身分制は再編成され、階級制へと移行した。法学者ヘンリー・サムナー・メインは「身分から契約へ」という言葉を残している。
- 身分差別
  - 穢れ、賎民、白丁、カースト、穢多、非人
  - 部落差別
  - 家柄差別
  - 黒五類 (文化大革命)、クラーク（一括りに「富農」と蔑称された自作農およびその子孫）、敵対階層

### 逆差別
「差別を受けている」とする人々や団体に対して雇用や教育に関する優遇政策（ポジティブ・アクションなど）が、逆差別であると批判がある。アメリカでは、特に入試における人種間の逆差別へのアジア系や白人系から不満の声が高まっている。ハーバード大学はアジア系の学生を差別してきた証拠も提出されている。白人系とアジア系からは、人種間の入試における逆差別への批判が強いため、訴訟も提起された。特に勉強に熱心で成績の良い人種なために不利益を受けているアジア系から批判の声が強まっている。

## 日本
戦後の日本国憲法において、「正当な理由無き差別」は禁止されている。日本国の多くの法律に年齢条項があり、年齢理由の制限や差別的な取扱いがされている。これらは「年齢差別」との意見があるものの、後述のように正当な理由があるために合憲だとして年齢条項は存続している。他にも、男性は妊娠と出産ができないという正当な理由があるために女性労働者だけに産前・産後休暇が認められている。未成年者へ「年齢で差を設ける」ことを年齢差別と意見があるものの、昭和60年10月23日の判例で「（未成年者は）心身の未熟さや発育程度の不均衡から、精神的に未だ十分に安定していない」から許容されると結論づけられている。
日本近・現代史の研究で著名なアメリカの歴史学者のジョン・ダワーは、日本における差別の特徴として、日本社会の古くからある身内を清浄、よそ者を不浄に結びつける心理的態度を紹介している。
精神科医の土居健郎は、1971年の著書『「甘え」の構造』の中で、日本人の人間関係の種類として、内と外、を挙げ、“身内にべたべた甘える者に限って、他人に対しては傍若無人・冷酷無比の態度に出ることが多い” 点や、日本人が身内と、身内以外の人に対して、“自分の行動の規範が異ることは、なんら内的葛藤の材料とはならない” 点を、日本人の特徴として挙げている。
ガヴァン・マコーマックによると国連人権委員会の特別報告者は調査のため2005年（平成17年）に来日し、日本は差別が「根深く深刻な」国であり、「精神も思考も閉鎖的」な社会だと報告している。
2017年に最高裁は、遺族補償年金の規定で男女差があることを「性差別（男女差別）」で憲法違反だと主張する男性の訴えに対して、「男女間の労働力人口の割合の違い、平均賃金の格差や雇用形態の違い」から、規定の男女差は合理性があるとして合憲と判断した。

## 法律の対応
現代においては、各国で憲法などにより人権の保障と法の下の平等が謳われ、また市民的及び政治的権利に関する国際規約が締約国に対し、「人間としての平等、生命に対する権利、信教の自由、表現の自由、集会の自由、参政権、適正手続及び公正な裁判を受ける権利など、個人の市民的・政治的権利を尊重し、確保する即時的義務」を定めている。
日本では、日本国憲法第14条第1項において、「すべて国民は、法の下に平等であって、人種、信条、性別、社会的身分又は門地により、政治的、経済的又は社会的関係において、差別されない」と規定し、正当な理由無き差別（不当な差別的取扱い）を禁止している。日本国の方針や法律においても、「不当な差別的取扱い」は禁止されているが、「合理的配慮」や「客観的に見て正当な目的の下に行われたもの」、「その目的に照らしてやむを得ない場合」は認められている。障害者差別解消法において、「不当な差別」が規定されており、健常者と異なる扱いに正当な理由があるものは合法とされている。公職選挙法の被選挙権など各種法令における「年齢差別（年齢制限）」や遺族年金制度などにおける「男女差別（性差別）」など「合理性のある区別」として、合憲や合法とされている。